# Landsberg (groupe parlementaire)
Pour les articles homonymes, voir Landsberg.
Le Landsberg est un groupe parlementaire du parlement de Francfort. Comme les autres fractions de l'assemblée nationale, son nom provient du lieu de rencontre de ses différents membres à Francfort-sur-le-Main. 
Il est créé en septembre 1848 à partir d'anciens membre de la fraction Casino, qui est un groupe parlementaire libéral modéré, et de la Württemberger Hof, un groupe parlementaire de gauche. Parmi ses membres on compte : Johann Friedrich Christoph Bauer (de), Carl Otto Dammers (de), Wilhelm Jordan, Heinrich von Quintus-Icilius (de) et Maximilian Heinrich Rüder.
Le Landsberg soutient une centralisation forte, c'est-à-dire des pouvoirs exécutif et législatif nationaux forts comparés aux États fédérés. Il souhaite une monarchie constitutionnelle.  